# 松尾山 (奈良県)
松尾山（まつおさん）は、奈良県大和郡山市と斑鳩町との境にある標高315mの山である。天武天皇の皇子舎人親王が、養老2年（718年）に厄除けと『日本書紀』編纂の完成を祈願して建立したと伝わる日本最古の厄除け寺の松尾寺が付近にある。
また、松尾山にはテレビの送信所がある。詳細は松尾山テレビ・FM送信所を参照のこと。

## 山頂からの展望
山頂は電波塔が立っており、また木々に囲まれているため、展望目的であれば国見展望台の方が良い場合がある。なお、国見展望台へは松尾寺から少し登ったところにある分岐を右へ（左は山頂）。

## 周辺
- 奈良県道123号大和小泉停車場松尾寺線
- 松尾寺

## アクセス
松尾寺まではJR関西本線大和小泉駅からタクシー。年末年始はバスも運行される。松尾寺からは10分程。